# Partit Șor
El Partit Șor (en romanès: Partidul Șor), conegut anteriorment com a Moviment Sociopolític Republicà - Igualtat (en romanès: Mişcare Social-Politică Republicană Ravnopravie, MSPRR) és un partit polític de centreesquerra de la República de Moldàvia. A les eleccions legislatives moldaves de 2005 va obtenir el 2,83% dels vots i cap escó.
El programa polític del partit sembla indicar una posició prorussa pel que fa a la política exterior, com indiquen els primers paràgrafs del document programàtic amb l'afirmació que "la qualitat de vida dels ciutadans" va ser superior durant la Unió Soviètica i que els problemes socioeconòmics de Moldàvia es deuen a la relació negativa de Moldàvia amb la Federació Russa.